# Brotzenia
Brotzenia es un género de foraminífero bentónico normalmente considerado un subgénero de Epistomina, es decir, Epistomina (Brotzenia), pero aceptado como sinónimo posterior de Epistomina de la subfamilia Epistomininae, de la familia Epistominidae, de la superfamilia Ceratobuliminoidea, del suborden Robertinina y del orden Robertinida. Su especie tipo era Rotalia spinulifera. Su rango cronoestratigráfico abarcaba desde el Oxfordiense (Jurásico superior) hasta el Aptiense (Cretácico inferior).

## Clasificación
Brotzenia incluía a las siguientes especies:
- Brotzenia balearica †, también considerado como Epistomina (Brotzenia) balearica
- Brotzenia cretosa †, también considerado como Epistomina (Brotzenia) cretosa y aceptado como Epistomina cretosa
- Brotzenia cristata †, también considerado como Epistomina (Brotzenia) cristata
- Brotzenia mosquensis †, también considerado como Epistomina (Brotzenia) mosquensis y aceptado como Epistomina mosquensis
- Brotzenia parastelligera †, también considerado como Epistomina (Brotzenia) parastelligera y aceptado como Epistomina parastelligera
- Brotzenia postdorsoplana †, también considerado como Epistomina (Brotzenia) postdorsoplana †
- Brotzenia ornata †, también considerado como Epistomina (Brotzenia) ornata † y aceptado como Epistomina ornata
- Brotzenia spinulifera †, también considerado como Epistomina (Brotzenia) spinulifera † y aceptado como Epistomina spinulifera

En Brotzenia se ha considerado el siguiente subgénero:
- Brotzenia (Epistominita), aceptado como género Epistominita